# Beam of Light
Beam of Light é o segundo álbum de estúdio da banda japonesa One Ok Rock. Foi lançado em 28 de maio de 2008 pela Aer-born. Comercialmente, atingiu a posição de número dezessete pela tabela musical japonesa Oricon Albums Chart e de número catorze pela Billboard Japan Top Albums Sales. Para a divulgação do álbum, a banda realizou a turnê intitulada One Ok Rock Live Tour 2008 “Beam Of Light".

## Lançamento e promoção
Após seis meses do lançamento de seu álbum de estúdio estreia, Zeitakubyō (2007) e ter encerrado a série de concertos pela One Ok Rock Tour 2008 What Time Is It Now? em abril de 2008, o One Ok Rock lançou Beam of Light em 28 de maio de 2008, como seu segundo álbum de estúdio. Constituído por oito faixas compostas pelos integrantes da banda, o álbum possui como pessoal adicional os músicos Akkin e Koichi Korenaga como arranjadores.
Para a promoção de Beam of Light, o One Ok Rock disponibilizou entre 28 de maio a 3 de junho de 2008, a distribuição gratuita da faixa "100% (One Hundred Percent)", que havia sido escolhida como o "Single da Semana" pelo serviço de música online iTunes Store. Posteriormente, a banda  embarcou na One Ok Rock Live Tour 2008 “Beam Of Light”, de 5 de julho a 30 de agosto de 2008 contendo dezessete datas e em 12 de setembro, encerrou a turnê no Shibuya-AX, em Shibuya, Tóquio.

## Lista de faixas
| N.º            | Título                                                                           | Letras            | Música                     | Arranjo                                                              | Duração |  |
| 1.             | "Hitsuzen Maker" (必然メーカー)                                                  | Takahiro Moriuchi | Moriuchi Toru Yamashita    | Moriuchi Yamashita Alexander Onizawa Ryota Kohama Tomoya Kanki Akkin | 3:30    |  |
| 2.             | "Melody Line no Shibouritsu" (Melody Lineの死亡率 Mortality Rate of Melody Line) | Yamashita         | Moriuchi Yamashita         | Moriuchi Yamashita Onizawa Kohama Kanki Akkin                        | 3:44    |  |
| 3.             | "100% (One Hundred Percent)"                                                     | Moriuchi          | Moriuchi Yamashita         | Moriuchi Yamashita Onizawa Kohama Kanki Akkin                        | 3:06    |  |
| 4.             | "Abduction-Interlude"                                                            | -                 | Onizawa                    | Koichi Korenaga                                                      | 1:45    |  |
| 5.             | "San San Boushi" (燦さん星 Bright Star)                                          | Moriuchi          | Moriuchi                   | Moriuchi Yamashita Onizawa Kohama Kanki Korenaga                     | 3:58    |  |
| 6.             | "Koubou" (光芒 Light Beam)                                                       | Moriuchi          | Moriuchi                   | Moriuchi Yamashita Onizawa Kohama Kanki Korenaga                     | 3:28    |  |
| 7.             | "Crazy Botch"                                                                    | Moriuchi          | Moriuchi Yamashita Onizawa | Moriuchi Yamashita Onizawa Kohama Kanki Korenaga Hideki Tanaka       | 3:54    |  |
| 8.             | "Yap"                                                                            | Moriuchi          | Moriuchi                   | Moriuchi Yamashita Onizawa Kohama Kanki Akkin                        | 2:46    |  |
| Duração total: | Duração total:                                                                   | Duração total:    | Duração total:             | Duração total:                                                       | 26:12   |  |

Notas
- "Abduction-Interlude" é uma canção instrumental inserida na lista de faixas de Beam of Light.[7]

## Desempenho nas tabelas musicais
O lançamento de Beam of Light estreou em seu pico de número dezessete pela tabela semanal da Oricon Albums Chart, correspondente a 26 de maio a 1 de junho de 2008, permanecendo na tabela por seis semanas. Pela Billboard Japan, o álbum estreou em seu pico de número catorze pela semana correspondente a 4 de junho de 2008.

### Posições semanais
| País – Tabela musical (2008)             | Melhor posição |
| ---------------------------------------- | -------------- |
| Japão (Oricon Albums Chart)              | 17             |
| Japão (Billboard Japan Top Albums Sales) | 14             |